# Verbenaceae
Verbenaceae este o familie de plante din ordinul Lamiales.

## Genuri
- Aloysia
- Amasonia
- Callicarpa
- Caryopteris
- Clerodendrum
- Duranta
- Lantana
- Rhaphithamnus
- Verbena
- Vitex

## Legături externe
Materiale media legate de Verbenaceae la Wikimedia Commons